# Pothos gigantipes
Pothos gigantipes är en kallaväxtart som beskrevs av Samuel Buchet och Peter Charles Boyce. Pothos gigantipes ingår i släktet Pothos och familjen kallaväxter. Inga underarter finns listade.